# Kierzkówek
Kierzkówek (nazwa oboczna Kierzkowo Małe; kaszb. Czerzkòwò Môłe) – nieoficjalny przysiółek wsi Kierzkowo w Polsce położony w województwie pomorskim, w powiecie wejherowskim, w gminie Choczewo.
Miejscowość leży na obszarze Pobrzeża Kaszubskiego. Przysiółek wchodzi w skład sołectwa Kierzkowo.
Miejscowość oficjalnie nie figuruje w spisach urzędowych z nr SIMC w systemie TERYT; zapisano wstępnie jej nazwę własną – jak w osnowie, z nazwą oboczną, dla współrzędnych geograficznych (podanych w tabelce obok). Statut dla tego obiektu geograficznego to przysiółek niestandaryzowany.
W latach 1975–1998 miejscowość należała administracyjnie do województwa gdańskiego.